# Stevan Stošić
Stevan Stošić (nacido el 9 de agosto de 1984 en Kruševac) es un exfutbolista jugaba centrocampista serbio
Anteriormente jugó en el OFK Belgrado (2005-06), y el FK Napredak Kruševac.
Jugó los partidos de calificación contra el PFC Lokomotiv Plovdiv en la UEFA Cup 2005-06.
En 2006 fue fichado por el Málaga CF español, aunque no cuajó y fue cedido en 2008 al Racing de Ferrol, donde no llegó a jugar. Durante la temporada 2008/09, permaneció en el Málaga, aunque sin ficha federativa, con lo que no pudo disputar partidos oficiales. Al final de la temporada, abandonó el club.
- Datos: Q1291616